# The Legend of Zelda: Breath of the Wild
The Legend of Zelda: Breath of the Wild (яп. ゼ ル ダ の 伝 説 ブ レ ス オ ブ ザ ワ イ ル ド, Дзеруда но Денсецу Буресу обу дза Вайрудо) — пригодницька відеогра, розроблена і випущена Nintendo для консолей Nintendo Switch і Wii U. Це 19-а гра в серії The Legend of Zelda.
Історія відбувається в королівстві Гайрул і пов'язана з постійним протагоністом серії — Лінком, який втратив пам'ять, намагаючись урятувати світ від Лихого Ґанона, та був занурений в сон на 100 років. Прокинувшись, Лінк подорожує світом аби з'ясувати, що сталося і як врешті подолати лиходія.
Геймплей і механіка гри відходять від традицій серії, і надають відкритий світ, детальний фізичний рушій, візуальні ефекти високої чіткості, озвучення мови персонажів і можливість грати в підземеллях гри в будь-якому порядку. Анонсована в 2013 році, гра спочатку планувалася до випуску як ексклюзив для Wii U в 2015 році, але була затримана двічі до випуску 3 березня 2017 року. Breath of the Wild є стартовим проектом в серії для Switch, і останнім, випущеним Nintendo для Wii U.
Після релізу, Breath of the Wild отримала визнання критиків, які відзначили проєкт як одну з найвидатніших відеоігор, будь-коли випущених. Критики схвалили варіативний ігровий процес, заснований на фізиці, який заохочує гравців до експериментів. Багато хто з них називали проект знаковим в ігровому дизайні відкритого світу, незважаючи на деякі технічні проблеми. 20 листопада 2020 вийшов спіноф кросовер-приквел під назвою Hyrule Warriors: Age of Calamity від Omega Force, дії якого відбуваються за 100 років до подій Breath of the Wild. 12 травня 2023-го року було випущено сиквел під назвою The Legend of Zelda: Tears of the Kingdom.

## Ігровий процес

### Основи
Breath of the Wild — це пригодницька гра у відкритому світі. Гравець має досліджувати королівство Гайрул, керуючи героєм Лінком.
Breath of the Wild заохочує нелінійний ігровий процес, що виражається у відсутності в грі визначених входів і виходів у зони, скупими інструкціями або натяками, які надаються гравцеві, і спонуканнями вільно досліджувати світ. Система орієнтування на місцевості у Breath of the Wild дозволяє гравцеві дивитися вдалину, знаходити цікавий орієнтир і позначати його, не перемикаючись на окрему карту. Герой може ставити до 120 різних позначок на карті, та 5 позначок-маяків, видимих візуально у бінокль на місцевості. Хоча доступ до багатьох місць ускладнений природними перешкодами чи ворогами, потрапити в них можна багатьма способами.
Герой може як ходити, так і бігати, лазити чи плавати, використовуючи витривалість, яка відновлюється поки Лінк перебуває у спокої та не тримається за вертикальну поверхню.
Гра використовує складну фізичну систему, що дозволяє творчо взаємодіяти з довкіллям. Наприклад, з ворогами можна не битися особисто, а скинути на них каміння, чи підірвати бочки з вибухівкою. Деякі природні явища мають фізичний вплив на персонажа. Так, тінь рятує від спеки, а блискавка може вдарити в Лінка, якщо він тримає залізний предмет; від морозу можна захиститися, тримаючись біля вогню; вороги злякаються, якщо непомітно підпалити поруч траву; під час дощу вороги гірше чують наближення героя, а по мокрих скелях слизько лізти.
У героя не має досвіду та рівнів, але можна покращувати запас здоров'я, витривалість, одяг, кількість комірок для зброї, луків та щитів.

### Завдання
Обов'язковими для гри є лише завдання в Чотирьох святилищах з відкриття чотирьох рун — магічних здібностей, які знадобляться герою під час всієї подальшої гри: Магнезис (дозволяє піднімати й перетягувати важкі металеві предмети), Стазис (зупиняє об'єкти в певному просторі), Кріоніс (створює з води крижані платформи) та Дистанційні бомби (створює круглу чи кубічну бомбу, що вибухає при активації або коли її атакувати). Відкривши руни, герой може піти з Великого плато, яке до того лежить у непроглядному тумані, який розвіюється. Тепер герой може вирушити в будь-яке місце яке бачить, навіть одразу в замок Гайрул та стикнутися з фінальним босом.
Завдання поділяються на основні, побічні та у святилищах.
Основні завдання включають пошук легендарної зброї, звільнення гігантських механічних звіроподібних роботів, відновлення спогадів та знищення головного антагоніста гри, Лиха Ґанона. Виконання серії квестів для звільнення одного з чотирьох чемпіонів послаблює фінального боса Ґанона, котрий набуває ту саму фазу боса, яку герой перемагає усередині того чи іншого Божественного Звіра.
Завдання з відновлення спогадів — це завдання на точну геолокацію місця у світі за фотографією, зробленою саме з цієї точки. Воно дозволяє дізнатися, що відбувалося за сто років до початку гри й отримати підказки до подальших дій.
Виконання побічних завдань надає корисні предмети й відомості. Часто завдання демонструє той чи інший фізичний факт чи механіку, яку герой в іншому разі міг би дізнатися самостійно.
Завдання у святилищах — це фізичні головоломки, які можна знайти усередині понад сотні святилищ. Сам процес помітити їх та дістатися до святилища також є пригодою. За це герой отримує збільшення запасу здоров'я або витривалості. У багатьох святилищах є додаткова (не обов'язкова для проходження святилища) прихована скриня з речами, до якої зазвичай важко дістатися.

### Подорожування
Гра заохочує дослідження просторів, винагороджуючи гравців посиленнями та спорядженням для Лінка. Вилізши на вежі, розташовані в різних регіонах, Лінк оглядає звідти околиці та помічає цікаві місця. При подорожі витрачається запас витривалості, він зменшується, коли Лінк біжить, плаває, лазить по скелях, ковзає, літає на параплані чи виконує спеціальні атаки. Витривалість повільно відновлюється, а пришвидшити цей процес можна, поївши або випивши еліксир.
Допоміжні методи пересування включають верхову їзду на конях, планування на параплані, плавання на плоту чи стовбурі дерева, їзду на вагонетках, політ на повітряних кулях, ковзання на щиту, їзда на мотоциклі.
Також можна телепортуватися до будь-якого відкритого святилища чи вишки на мапі, телепортуватися можна навіть під час бою. Руна телепортації дозволяє встановити будь-де одну точку телепортації, на яку можна телепортуватися у будь-який момент.

### Бій
Вороги помічають наближення героя на відстані, побачивши чи почувши його. Вони можуть патрулювати по черзі, виставляти вартових, маскуватися на місцевості.
До початку бійки можна непомітно наблизитися до ворога та завдати критичного удару у спину навприсядки, ховаючись у високі траві, чи під час дощу. Також підкрадання корисне під час полювання на нейтральних тварин або приручити коней.
У бою Лінк користується рукопашною зброєю, луками, щитами й рунами. Рукопашна зброя — це мечі, ціпки, бемуранги, магічні посохи, списи, факели, палиці та листя. Луки можна використовувати з різними типами стріл: звичайні, вогняні, електричні, крижані, вибухові. У бою можна використовувати желе (водяне, вогняне, електричне, крижане), що діє як бомби. В будь-який момент бою можна викликати меню, щоби поміняти зброю, щит, змінити одяг, випити еліксири чи з'їсти харчі.
Вчасно ухилившись від атаки, герой може увійти в режим прискореної кінозйомки, який дозволяє швидко завдати багато ударів. Герой також може вибити зброю у ворога і той буде змушений битися голіруч або озброївшись будь-якою вільною зброєю поблизу, герой також може упустити власну зброю.
Одяг не зазнає шкоди та не ламається. Проте вся зброя та щити під час використання в якийсь момент ламаються, чим миттєво знищуються. Лише Майстерний меч не ламається, але герой втрачає здатність його використовувати на 10 хвилин. А гайлійський щит хоча має високу міцність, все ж знищується, але його можна купити новий (якщо пройти певну серію квестів). У грі також є іржава зброя, яку можна відновити до звичайної. Єдина невичерпна зброя у грі — це дистанційні бомби.

### Куховарення та майстрування
Нова функція, запроваджена в Breath of the Wild — це приготування страв зі знайдених складників, таких як мед, м'ясо, риба, ягоди, фрукти, гриби чи зелень. Поївши різні страви, можна не тільки відновити здоров'я, а й отримати тимчасові корисні ефекти на кшталт опору якійсь стихії чи посилення атаки. Зробити корисну їжу можна, починаючи з одного інгредієнта, до максимум з п'яти. При деяких умовах, а також випадково, страви можуть виходити краще ніж зазвичай. Споживати можна також сиру їжу.
Страву можна зробити з будь-якої комбінації інгредієнтів, та деякі комбінації дають кращі страви. Рецепти можна винайти власноруч експериментами або дізнатися про них від перехожих, у квестах, книгах, або ж побачити картинки інгредієнтів на плакатах з рецептами у заїжджих дворах.
З неїстівних інгредієнтів, таких як кістки монстрів чи комахи, герой може зробити еліксири, які зазвичай не відновлюють життя, а тимчасово надають спеціальний ефект.
Для приготування потрібні лише ігрідієнти та статичний казан на вогні (які розташовані повсюдно). Також можна термічно обробляти інгредієнти їжі, висипаючи їх на підлогу в холодному або гарячому місці, чи занурюючи у воду термальних джерел. Герой може розпалювати багаття власноруч, але на ньому не можна приготувати страви, як біля казана.
Розташування інгредієнтів залежить від біомів, та іноді додаткових умов, наприклад, деякі гриби з'являються під час дощу, а світлячки увечері.
Інгредієнти також можна використати для перефарбування одягу, колір пігмента фарби відповідає кольору інгредієнта.

### Верхова їзда
У грі герой може використовувати коней для швидшого пересування, та у бою, наприклад затоптуючи ворогів. У бою на коні зазвичай використовують списи та луки.
Герой може підкрастися та приручити дикого коня чи відбити коня у ворогів-вершників. У кожного коня є своя масть, сила, швидкість, витривалість та темперамент. Ставлення коней до героя можна змінювати, плескаючи коня під час їзди, годуючи та не керуючи віжками надто агресивно.
У заїжджих дворах є можливість зареєструвати коней, та треба надати їм ім'я. Якщо лишити коня у постоялому дворі, його можна викликати будь-де в мережі заїжджих дворів. Також там можна поміняти збрую, чи заплатити за ліжко на ніч.
Подорожуючи з конем, можна покликати його до себе свистом та залізти на нього на ходу, але якщо кінь надто далеко він може не почути, що його звуть.
Кінь — це єдина істота у грі, труп якої залишається після смерті на деякий час. Воскресити коня можна, попросивши про це кінського бога Маланію.

## Сюжет
Лінк пробуджується від глибокого сну в Святилищі Воскресіння посеред плато у спустошеному постапокаліптичному світі, втративши пам'ять. Почувши таємничий жіночий голос, Лінк вирушає до зруйнованого храму. Там одразу зустрічає старого, який виявився примарою короля Роама, і дізнається що сталося сто років тому. Король пояснює, що Зельда брала участь у битві в замку Гайрул, і зараз стримує в ньому Лихо, і що її сила слабшає, тому він благає Лінка перемогти Ґанона, перш ніж він вирветься та знищить усе. Король спрямовує Лінка в село Какаріко до старійшини народу Шейха Імпи, яка розповідає йому про «божественних звірів» та легендарну історію, що трапилося 10000 років тому.
Історія королівської родини Гайрула — це також історія Лиха Ґанона, первісного зла, яке трималося віками. Це зло знову і знову відверталося воїном, що має душу героя, і принцесою, яка несе кров богині. З плином часу кожен конфлікт із Ґаноном зникав у легендах.
Легенда про події 10000 років потому розповідає, що королівству Гайрул тоді було процвітаючою розвиненою цивілізацією, навіть найсильніші монстри складали невелику загрозу для мешканців королівства. Люди вважали доцільним використати свої технологічні досягнення як запоруку безпеки землі, коли повернеться Ґанон. За допомогою технології Шейха вони збудувала велетенські машини у формі тварин, які називають Божественними Звірами, вони також збудували легіон автономної зброї — Вартових. Божественні Звірі керувалися пілотами, чотирма особами виняткової майстерності з усієї землі. Коли Ґанон неминуче повернувся в Гайрул, принцеса та герой билися пліч-о-пліч із чотирма Чемпіонами проти цього давнього зла. Вартові захищали героїв, поки Божественні Звіри не завдали руйнівного удару ворогу. Та коли герой з мечем, що запечатує темряву, завдав останнього удару, принцеса використала свою священну силу, щоб запечатати Лихо Ґанон.
А 100 років потому, у королівстві Гайрул, яке регресувало до середньовічних технологій, готуючись до передбаченого відродження Ганона, вже сучасні герої намагалися прислухаючись до порад предків 10000-річної давнини, але попри всі зусилля та дбайливе планування вони недооцінили силу Ґанона. Відбулося повстання машин.
Нині Лінк вирушає в подорож через увесь Гайрул, щоб повернути свої спогади, що відбуваються на фоні очікування повернення Ґанона. Це зокрема посвята Зельдою Лінка в призначеного лицаря, та її сумніви у своїй корисності. Розкопки давніх технологічних руїн предків, які закриті до повернення Ґанона. Розкопки Божественних Звірів, налагодження Вартових. Конкуренція Ревалі з Лінком за ключову роль у майбутньому супротиві Ґанону. Активізація монстрів, які відчувають наближення повернення Ґанона. Рідкісна квітка «тиха принцеса», знайдена Зельдою, що росте лише у дикій природі. Симпатія Міфи до Лінка. Завжди готова до бою войовнича Урбоса. Підбадьорливий кам'яний Дарук. Суворе нагадування короля Роама Зельді про виконання її обов'язків щодо пробудження її сили, яка має запечатати Лихо Ґанон. Безсилі молитви Зельди перед статуєю богині Гайлії дати їй чути голоси із царство духу, які чули бабуся та мати. Момент повернення Ґанона. Плач Зельди по загиблому батькові, королівстві у вогні та чемпіони, захоплені всередині непідконтрольних Божественних Звірів, та її неспроможність допомогти, бо Ґанон підкорив древні машини своїй волі.
Останній спогад показує як Зельда рятує виснаженого битвою із нечестивим Ґаноном Лінка від миттєвої смерті, закривши його собою та вивільнивши божественне світло. Ця сила прокинулась у ній та вивела з ладу всіх Вартових довкола. Зельда тепер чує голос у пошкодженому мечі, та швидко командує воїнам негайно доставити ледь живого Лінка до Святилища Воскресіння. Зельда дістається Великого дерева та вставляє меч у кам'яний постамент перед ним, а сама прямує до замку.
Намагаючись згадати минуле, Лінк подорожує у великі міста королівства та допомагає місцевим племенам, які потерпають від безконтрольних Божественних Звірів. За допомоги нових друзів він сідає на борт Божественних Звірів, налагоджує механізми машин та очищає їх від проявів Ґанона, звільняючи духи чемпіонів. На знак подяки, духи чемпіонів дарують Лінку свої сили: Благодать Міфи, що не дасть Лінку загинути, Покрив Дарука, що захистить Лінка від чого завгодно, Вихор Ревалі за допомогою якого можна високо злетіти і Лють Урбоси яка б'є ворогів струмом. А кожен очищений Божественний Звір під управлінням звільненого духа націлює свою лазерну зброю на замок Гайрул.
Подорожуючи за спогадами до Джерела Мудрості, Лінк звільняє дракона Найдра, який потерпає від слизу Ґанона. Лінк Будує хату у селі Хатено, допомагає будівничому товариству Болсона звести нове селище, та сприяє весіллю одного з його підлеглих. Він дізнається про таємниці секретного укриття клану Їга, ворожого до королівської родини Гайрула. Потім потрапляє до забороненого для чоловіків виключно жіночого міста у пустелі; витримує пекельні температури міста Горон.
Отримавши Майстерний меч, та щит, Лінк прямує до замку Гайрул, наповненого безконтрольними Вартовими, слизом і монстрами. За підтримкою Божественних Звірів Лінк перемагає механічне чудовисько Ґанона. В вирішальному двобої Ґанон постає у формі велетенського кабана. Лінк за допомогою Лука Світла допомагає Зельді запечатати його у інших вимірах.
Після перемоги звільнені духи короля Роама, принцеси Міфи, вождя Урбоси, Дарука та Рівалі над руїнами замка Гайрул спостерігають за Зельдою та Лінком, які йдуть удалину, не помічаючи їх.
У фінальній сцені Зельда та Лінк прямують до Божественного Звіра Вах Рута, який перестав працювати. Зельда каже, що хоча Ґанон зник, ще багато роботи попереду, і хоча є так багато болючих спогадів, вона вірить, що разом вони можуть відновити королівство Гайрул до його минулої слави чи навіть поза неї. Зельда вже не чує голосу у мечі та вона не переймається таким послабленням своїх здібностей. А довкола ростуть незліченні «тихі принцеси».

## Розробка
Перед повною розробкою розробники створили ігровий 2D-прототип, схожий на оригінальну 8-бітну Zelda, щоб експериментувати з головоломками на основі фізики. Фінальна гра використовує модифіковану версію фізиного рушія Havok. На конференції розробників ігор GDC 2017 року режисер Хідемаро Фуджібаясі, технічний директор Такухіро Дохта та арт-директор Сатору Такізава провели презентацію під назвою «Змінне та постійне — порушуючи умовності з The Legend of Zelda: Breath of the Wild», під час якої вони продемонстрували прототип. Аонума назвав фізичний рушій у Breath of the Wild важливою розробкою для серії Zelda, сказавши, що він «є основою всього у світі» і змушує речі працювати «логічно та реалістично», дозволяючи гравцям підходити до головоломок і проблем різними шляхами. Він детально розповів про складність розробки цієї системи, пригадавши, як одного разу під час розробки він увійшов у територію в грі і виявив, що всі об'єкти здуло вітром. На ранній стадії розробки гра мала включати «подвійні постріли з гаком», варіацію пострілів з гаком, наявну в попередніх іграх Zelda, які дозволяли гравцям розгойдуватися «як Людина-павук». Цю механіку видалили після того, як розробники виявили, що вона надає гравцеві занадто багато мобільності та ламає механіку лазіння. Оскільки попередні ігри Zelda збільшували кількість дій, які міг виконувати Лінк, команда розробників зрозуміла, що занадто багато дій ускладнить керування, тому замість того, щоб додати більше дій, вони збільшили кількість подій, з якими гравець може взаємодіяти у світі.

## Оцінки й відгуки
| Агрегатор  | Оцінка                     |
| ---------- | -------------------------- |
| Metacritic | (NS) 97/100 (Wii U) 96/100 |

| Видання   | Оцінка    |
| --------- | --------- |
| Edge      | 10/10     |
| Eurogamer | Essential |
| Famitsu   | 40/40     |
| GameSpot  | 10/10     |
| IGN       | 10/10     |

Breath of the Wild здобула загальне визнання критиків і звання однієї з найвидатніших відеоігор усіх часів. На агрегаторі Metacritic, Breath of the Wild стала найвище оціненою грою 2017 року та утримує рекорд за кількістю позитивних відгуків. Середня оцінка складає 97 балів зі 100 у версії для Nintendo Switch і 96/100 для Wii U. Видання, такі як IGN, GameSpot, Polygon, Entertainment Weekly, Eurogamer, Electronic Gaming Monthly, GamesRadar+, і Game Informer визнали Breath of the Wild найкращою відеогрою 2017 року.
Згідно з Хосе Отеро з IGN, «The Legend of Zelda: Breath of the Wild — це майстер-клас із дизайну відкритого світу та переломна гра, що переосмислює 30-річну франшизу». Практично будь-якого місця, яке видно в грі, можна досягти, а винахідлива фізика стає в пригоді як у мирних завданнях, так і боях. При цьому Breath of the Wild не нав'язує сюжет, дозволяючи займатися чим заманеться в своє задоволення. За підрахунками оглядача, на повне проходження гри (вирішення кожного побічного квесту, головоломки та збору предметів колекціонування) знадобиться понад 100 годин.
Пітер Браун у GameSpot назвав гру романтичним, але переконливим поглядом на історію героя. Breath of the Wild «ненавидить комфорт» і постійно спонукає до якихось дій, наражаючи на несподівані небезпеки. Тому «навіть безцільна мандрівка Гайрулом виглядає як подорож у невідоме, незалежно від того, провели ви в грі 10 чи 100 годин». Запровадження зброї, що псується, вказувалося найбільш суперечливим рішенням. Але з іншого боку, це новаторство, що сприяє покладатися не на предмети, а на власну винахідливість.
Дейв Тач у Polygon писав, що Breath of the Wild стала не тільки однією з найкращих ігор 2017 року, а й новим стандартом взагалі. Гра дарує гравцям величезний, правдоподібний світ, у якому надається велика свобода дій. Breath of the Wild — це гра з серії Legend of Zelda, проте в ній стільки новацій, що вона являє собою «тектонічний відхід» від своїх попередників, перегляд і еволюцію основ серії.
Згідно зі статтею журналу GQ «100 найкращих відеоігор усіх часів» від 10 травня 2023, Breath of the Wild отримала перше місце. Список було складено за участі 239 експертів з ігрової індустрії (із 300 запрошених), включаючи розробників, режисерів, сценаристів, стримерів і журналістів (повний список яких теж наведений у статті). Кожного учасника попросили надати свій особистий список 10 найкращих ігор, причому найкраща гра отримувала 10 балів, друга — 9 балів, і так далі аж до десятої яка отримувала 1 бал. За даними GQ, загалом 652 ігри отримали один або більше голосів, а Breath of the Wild зрештою стала переможцем.

### Нагороди
| Нагорода                          | Дата церемонії    | Категорія                             | Результат | Ref.          |
| --------------------------------- | ----------------- | ------------------------------------- | --------- | ------------- |
| Game Critics Awards               | 5 липня 2016      | Найкраща екшн/пригодницька гра        | Перемога  | [ 56 ]        |
| Game Critics Awards               | 5 липня 2016      | Найкраща консольна гра                | Перемога  | [ 56 ]        |
| Game Critics Awards               | 5 липня 2016      | Найкраще в шоу                        | Перемога  | [ 56 ]        |
| The Game Awards 2016              | 1 грудня 2016     | Найочікуваніша гра                    | Перемога  | [ 57 ]        |
| 2017 Teen Choice Awards           | 13 серпня 2017    | Обрана відеогра                       | Номінація | [ 58 ]        |
| Japan Game Awards                 | 21 вересня 2017   | Гранд-нагорода                        | Перемога  | [ 59 ]        |
| BBC Radio 1's Teen Awards         | 22 жовтня 2017    | Найкраща гра                          | Номінація | [ 60 ]        |
| Ping Awards                       | 8 листопада 2017  | Найкраща міжнародна гра               | Перемога  | [ 61 ]        |
| Golden Joystick Awards            | 17 листопада 2017 | Найкращий візуальний дизайн           | Номінація | [ 62 ] [ 63 ] |
| Golden Joystick Awards            | 17 листопада 2017 | Найкраще аудіо                        | Перемога  | [ 62 ] [ 63 ] |
| Golden Joystick Awards            | 17 листопада 2017 | Вибір критиків                        | Перемога  | [ 62 ] [ 63 ] |
| Golden Joystick Awards            | 17 листопада 2017 | Гра року Nintendo                     | Перемога  | [ 62 ] [ 63 ] |
| Golden Joystick Awards            | 17 листопада 2017 | Досконала гра року                    | Перемога  | [ 62 ] [ 63 ] |
| The Game Awards 2017              | 7 грудня 2017     | Гра року                              | Перемога  | [ 64 ]        |
| The Game Awards 2017              | 7 грудня 2017     | Найкраща режисура гри                 | Перемога  | [ 64 ]        |
| The Game Awards 2017              | 7 грудня 2017     | Найкраща звукорежисура                | Номінація | [ 64 ]        |
| The Game Awards 2017              | 7 грудня 2017     | Найкраща фонова музика/музика         | Номінація | [ 64 ]        |
| The Game Awards 2017              | 7 грудня 2017     | Найкращий аудіодизайн                 | Номінація | [ 64 ]        |
| The Game Awards 2017              | 7 грудня 2017     | Найкраща екшн/пригодницька гра        | Перемога  | [ 64 ]        |
| 21st Annual D.I.C.E. Awards       | 22 лютого 2018    | Гра року                              | Перемога  | [ 65 ]        |
| 21st Annual D.I.C.E. Awards       | 22 лютого 2018    | Пригодницька гра року                 | Перемога  | [ 65 ]        |
| 21st Annual D.I.C.E. Awards       | 22 лютого 2018    | Видатне досягнення в артрежисурі      | Номінація | [ 65 ]        |
| 21st Annual D.I.C.E. Awards       | 22 лютого 2018    | Видатні технічні досягнення           | Номінація | [ 65 ]        |
| 21st Annual D.I.C.E. Awards       | 22 лютого 2018    | Видатні досягнення в ігродизайні      | Перемога  | [ 65 ]        |
| 21st Annual D.I.C.E. Awards       | 22 лютого 2018    | Видатне досягнення в ігровій режисурі | Перемога  | [ 65 ]        |
| SXSW Gaming Awards                | 17 березня 2018   | Бездоганність у фоновій музиці        | Номінація | [ 66 ] [ 67 ] |
| SXSW Gaming Awards                | 17 березня 2018   | Бездоганність в анімації              | Номінація | [ 66 ] [ 67 ] |
| SXSW Gaming Awards                | 17 березня 2018   | Бездоганність у візуалі               | Номінація | [ 66 ] [ 67 ] |
| SXSW Gaming Awards                | 17 березня 2018   | Бездоганність у геймплеї              | Перемога  | [ 66 ] [ 67 ] |
| SXSW Gaming Awards                | 17 березня 2018   | Бездоганність у дизайні               | Перемога  | [ 66 ] [ 67 ] |
| SXSW Gaming Awards                | 17 березня 2018   | Відеогра року                         | Перемога  | [ 66 ] [ 67 ] |
| Game Developers Choice Awards     | 21 березня 2018   | Найкраще аудіо                        | Перемога  | [ 68 ] [ 69 ] |
| Game Developers Choice Awards     | 21 березня 2018   | Найкращий дизайн                      | Перемога  | [ 68 ] [ 69 ] |
| Game Developers Choice Awards     | 21 березня 2018   | Нагорода за інновації                 | Номінація | [ 68 ] [ 69 ] |
| Game Developers Choice Awards     | 21 березня 2018   | Найкращі технології                   | Номінація | [ 68 ] [ 69 ] |
| Game Developers Choice Awards     | 21 березня 2018   | Найкращий візуальний твір             | Номінація | [ 68 ] [ 69 ] |
| Game Developers Choice Awards     | 21 березня 2018   | Гра року                              | Перемога  | [ 68 ] [ 69 ] |
| 14th British Academy Games Awards | 12 квітня 2018    | Досягнення в творчості                | Номінація | [ 70 ] [ 71 ] |
| 14th British Academy Games Awards | 12 квітня 2018    | Найкраща гра                          | Номінація | [ 70 ] [ 71 ] |
| 14th British Academy Games Awards | 12 квітня 2018    | Геймдизайн                            | Номінація | [ 70 ] [ 71 ] |
| 14th British Academy Games Awards | 12 квітня 2018    | Ігрова інновація                      | Перемога  | [ 70 ] [ 71 ] |
| 14th British Academy Games Awards | 12 квітня 2018    | Музика                                | Номінація | [ 70 ] [ 71 ] |
| 2018 Teen Choice Awards           | 12 серпня 2018    | Обрана відеогра                       | Номінація | [ 72 ] [ 73 ] |
| CEDEC Awards                      | 23 серпня 2018    | Інженіринг                            | Перемога  | [ 74 ]        |

## Спадщина
Після виходу Breath of the Wild журналісти та діячі індустрії відеоігор обговорювали, як це вплине на майбутні ігри з відкритим світом взагалі та серію ігор The Legend of Zelda зокрема.
Бенджамін Пліх, дизайнер Assassin's Creed: Unity та For Honor, сказав, що від майбутніх рольових ігор з відкритим світом гравці очікуватимуть «можливості експериментувати з речами більш вільно, у відкритий спосіб; наявності потужного відчуття автономності та експериментування з навколишнім середовищем та інструментами, які є в їхньому розпорядженні». Демієн Монньє, старший дизайнер The Witcher 3: Wild Hunt, підкреслив незалежність яку культивує у гравці гра, та що «Breath of the Wild вдалося об'єднати класичні механіки відкритого світу, не покладаючись на них у зануренні гравця у свій світ», «ви йдете і досліджуєте, бо вам цікаво, що там, а не тому, що вам наказує іконка луту». Дизайн «реактивної фізики» в пісочниці був «одкровенням для жанру відкритого світу в цілому», згідно з Screen Rant, і гра була відзначена своїм експериментальним хімічним рушієм, який підкреслює хімію так само, як і на фізику. PC Gamer написав, що гра встановила новий стандарт для свого жанру та майбутніх ігор.
За роки, що минули після її випуску, багато ігор і розробників посилатися на Breath of the Wild як на джерело натхнення. Серед них Genshin Impact, Ghost of Tsushima, Immortals: Fenyx Rising, Telling Lies, Halo Infinite, Elden Ring, і Forspoken. Подібність також була відмічена між Breath of the Wild та іншими іграми відкритого світу з моменту її запуску, включаючи Pokémon Legends: Arceus, Sonic Frontiers і Horizon: Forbidden West. Відповідно до Digital Trends, Breath of the Wild стала популярною точкою порівняння серед ігор з відкритим світом.
Успіх гри викликав підвищений інтерес до емулятора Wii U Cemu, оскільки розробники Cemu швидко оновили програмне забезпечення для запуску гри зі стабільною частотою кадрів протягом кількох тижнів після випуску.